# Jesús Carlos Gómez Martínez
Jesús Carlos Gómez Martínez (1961 - Pamplona) es un periodista y escritor español, que además de colaborar en diversas publicaciones ha publicado varias novelas y obtenido diversos galardones por su labor literaria.

## Trayectoria
Jesús Carlos Gómez Martínez se licenció en Ciencias Empresariales por la Universidad de Zaragoza. Fue crítico de cine en el rotativo Navarra Hoy durante cuatro años y columnista habitual en Diario de Navarra y El Correo Español-El Pueblo Vasco durante cuatro y diez años respectivamente. También ha colaborado ocasionalmente en rotativos como El Norte de Castilla, Heraldo de Aragón, El Diario Vasco y Diario de Noticias. A lo largo de su carrera literaria ha obtenido más de cincuenta premios de ámbito nacional o internacional con sus novelas, relatos y artículos de opinión. Actualmente vive en Pamplona.
Entre los premios que ha obtenido se cuentan el Ciudad de Huelva, el Platero (ONU, Ginebra), el Querido Borges (California). También fue premiado con el Francisco Ynduráin para escritores jóvenes y otros galardones por sus artículos, recopilaciones de cuentos y novelas, como el segundo premio del Torrente Ballester.
Su novela Rateros, con sus tres protagonistas que se dedican a hacer algunas gamberradas en el colegio religioso en el que estudian, tiene como objetivo divertir y hacer reflexionar un poco y le ha permitido obtener el premio Valdemembra.
En el 2010 Gómez Martínez incursionó en la novela negra, un género que ha leído desde los 14 años, con Paraíso asesino, su decimotercera novela publicada, una historia tenebrosa protagonizada por una mujer y un inspector de policía.
En su ensayo Shakespeare, los fantasmas y yo analiza los espectros en la obra de Shakespeare
En 2012 publicó la novela Siniestro Caravinagre, que narra las aventuras del popular kiliki.
En 2014 publicó una serie de relatos inspirados en cuentos del premio Nobel Ernest Hemingway con el título "Secretos de Hemingway".
En 2016 ganó por segunda vez el Premio de Novela Corta Leandro Perdomo.
A lo largo de 2017 publicó “Solos quedan los muertos” , “Sueños de un cadáver” y “Barrio Chino”.
En 2019 publicó "Sangre negra", un "domestic noir". Reseña de "Sangre negra" publicada Ligeros de cascos".
En 2013 publicó la novela negra "Los muertos no cantan"  
En 2015 publicó la recopilación de relatos breves "También yo me acosté con Ava Gardner"  
En 2020 publicó la novela "Papa bueno, papa muerto. Entrevista a Gómez Martínez.
En 2021 publicó la novela "Los bobbies huraños . Entrevista a Gómez Martínez.
En 2022 publicó la novela "Matar es fácil" . Entrevista a Gómez Martínez.
En 2023 publicó la novela "Noticia del terrible kiliki Coletas".  Entrevista a Gómez Martínez.
En 2024 publica la novela "Demasiados muertos".

## Algunos galardones
- Platero (ONU)
- Juan Ortiz del Barco
- Ayuntamiento de Carreño
- Querido Borges
- Rafael Comenge
- Silverio Lanza
- San Fermín
- Francisco Ynduráin
- ONCE
- Ciudad de Huelva
- Leandro Perdomo
- Torrente Ballester
- Valdemembra

## Obras publicadas
- Actos de amor ingrato (ISBN 84-604-7655-3)
- Diario de un exhibicionista (DL V-431-1995)
- El grito silencioso (Club del Libro, ONU en Ginebra)
- Capricho de faraones (ISBN 84-7683-411-X)
- Sanfermines forever (ISBN 84-605-2594-5)
- Calores, dolores, amores (Institución Príncipe de Viana, Anejo 18-2000)
- Tántala (ISBN 84-95037-24-6)
- La historia secreta de los kilikis de Pamplona (ISBN 84-932106-0-9)
- El alma de las hormigas (ISBN 84-607-7292-6)
- Esas horas tan breves (ISBN 84-609-5712-8)
- Mujeres que yo amé (ISBN 84-9797-172-8)
- Un verano muy emocionante (ISBN 84-934919-0-X)
- Rateros (ISBN 84-930704-9-1)
- Justiciero de Dios (ISBN 978-84-96405-87-5)
- Paraíso asesino (ISBN 978-84-92902-01-9)
- Shakespeare, los fantasmas y yo (ISBN 978-84-615-5457-7)
- Siniestro Caravinagre (ISBN 978-84-7768-226-4)
- También yo me acosté con Ava Gardner (ISBN 978-84-616-0360-2)
- Secretos de Hemingway (ISBN 978-84-616-8677-3)
- Los muertos no cantan (ISBN 978-84-153-1013-6)
- Solos quedan los muertos (ISBN 978-84-16299-46-1)
- Sueños de un cadáver (ISBN 978-84-946993-7-5)
- Barrio chino (ISBN 978-84-87909-22-1)
- Sangre negra (ISBN 978-84-17235-39-0)
- Papa bueno, papa muerto (ISBN 978-84-17235-58-1)
- Destino (ISBN 978-84-17235-79-6)
- Los bobbies huraños (ISBN 978-84-18409-56-1)
- Matar es fácil (ISBN 978-84-19221-02-5)
- Noticia del terrible kiliki Coletas (ISBN 978-84-126282-7-2)
- Demasiados muertos (ISBN 978-84-19221-47-6)